# FC Groningen
El FC Groningen és un club de futbol neerlandès de la ciutat de Groningen.

## Història

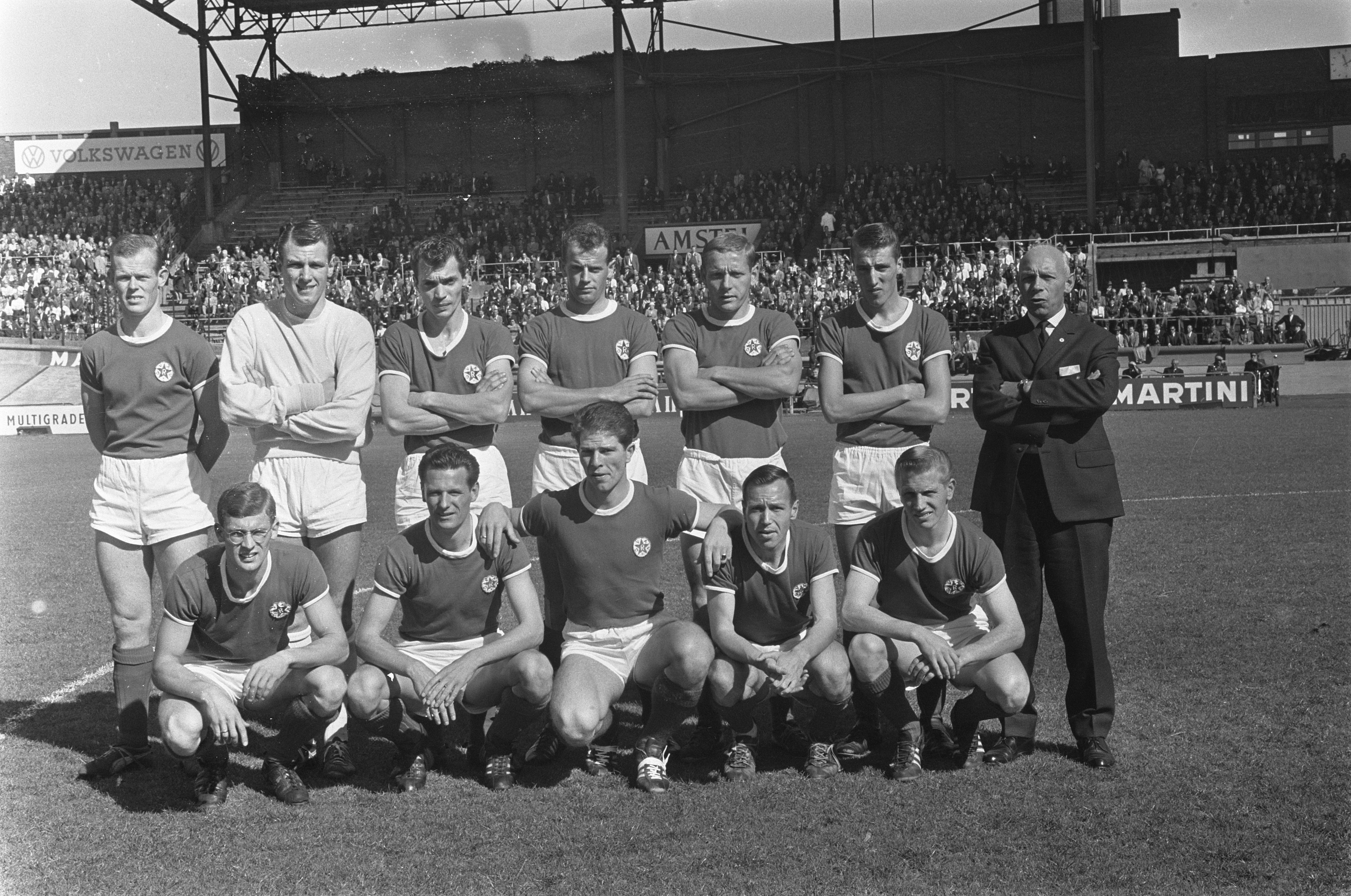
GVAV el 1964.

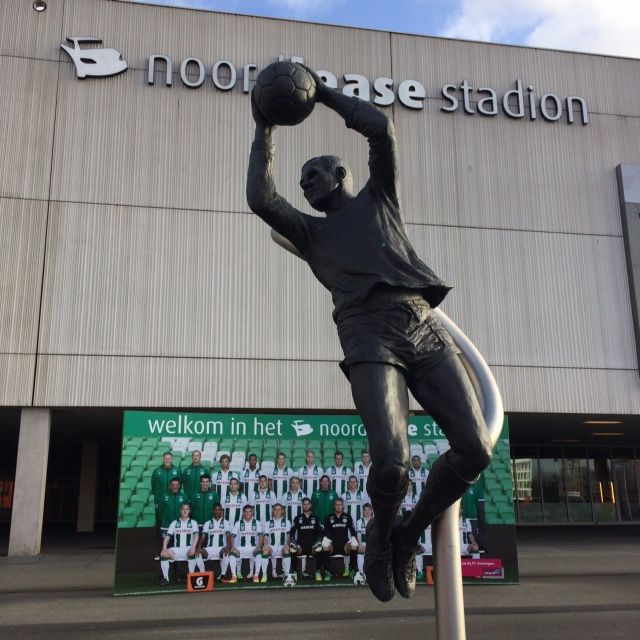
Estàtua del porter Tonny van Leeuwen davant de l'estadi.

El Groningen Football and Athletics Association (GVAV) va ser fundat el 26 de gener de 1921 i fou membre fundador de l'Eredivisie el 1956. Durant els anys seixanta el club patí dificultats econòmiques, que portaren a la creació del Stichting Betaald Voetbal GVAV (literalment: Fundació de Futbol Professional GVAV) el 1963, un conglomerat format per GVAV, la ciutat de Groningen i un conjunt de negocis locals. El club jugà a la màxima divisió fins a la temporada 1969-70. El Football Club Groningen va ser fundat el 16 de juny de 1971 com a successor del GVAV, que tornà al futbol amateur. Durant la temporada 1970-71 el porter del club i la selecció va morir en un accident de cotxe, un dia abans de la fundació del Groningen.
Fou l'equip d'on sorgiren els germans Koeman, Ronald Koeman i Erwin Koeman, amb els quals el club assolí classificar-se per la Copa de la UEFA per primer cop la temporada 1982/83. La seva millor temporada a l'Eredivisie fou el 1990/91 en què acabà tercer.
El seu actual estadi és l'Euroborg amb capacitat per la 20.000 espectadors. Fins al desembre de 2005 jugava a l'Oosterpark Stadion, on romangué durant 72 anys i que tenia una capacitat per a 12.500 espectadors.

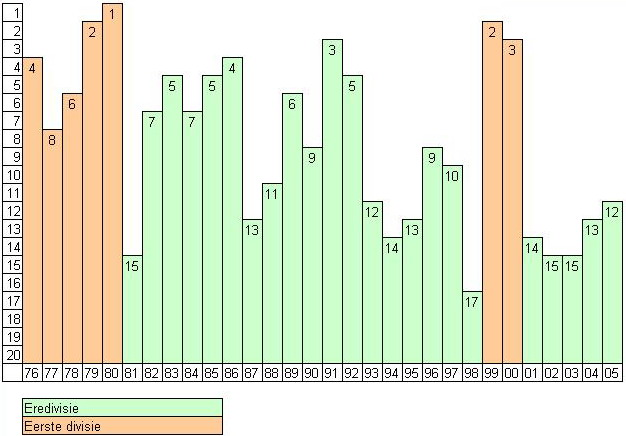
Gràfica amb el rànquing del FC Groningen 1976-2005.

## Palmarès
- Copa KNVB:[8]
  - 2014-15
  - Subcampió: 1988-89
- Eerste Divisie:
  - 1959-60, 1979-80
  - Subcampió: 1970-71, 1974-75, 1978-79, 1998-99
- Supercopa neerlandesa:
  - Subcampió: 2015

## Jugadors històrics destacats
- Jan van Dijk
- Erwin Koeman
- Ronald Koeman
- Johan Neeskens
- Michael Reiziger
- Arjen Robben
- Luis Suárez

## Entrenadors destacats
- Han Berger
- Henk van Brussel
- Jan van Dijk
- Anton Goedhart
- Ron Groenewoud
- Rob Jacobs
- Wim Koevermans
- Dwight Lodeweges
- Leen Looyen
- Wim Rijsbergen
- Pim Verbeek
- Theo Verlangen
- Theo Vonk
- Hans Westerhof